# Владучени (Валча)
Владучени (рум. Vlăduceni) насеље је у Румунији у округу Валча у општини Паушешти-Маглаши. Oпштина се налази на надморској висини од 331 m.

## Становништво
Према подацима из 2002. године у насељу је живело 663 становника, од којих су сви румунске националности.